# A Dog of Flanders (film 1914)
A Dog of Flanders è un cortometraggio muto del 1914 diretto da Howell Hansel.
È il primo adattamento cinematografico del racconto Il cane delle Fiandre, pubblicato nel 1872 dalla scrittrice inglese Ouida. Secondo le accettate convenzioni teatrali del tempo, il ruolo del ragazzo protagonista fu affidato ad un'affermata attrice, Marguerite Snow. Come diverrà comune in quasi tutti gli adattamenti cinematografici del racconto, al film viene dato un lieto fine, laddove la storia originaria si concludeva con la morte del ragazzo e del cane.

## Trama
Un ragazzino con aspirazioni da pittore cura la fattoria del nonno ammalato, quando questi muore decide di partire non avendo vinto una gara di pittura cui aveva partecipato. Mentre ammira una tela di Rubens incontra un pittore che decide di prenderlo con sé.

## Produzione
Il film fu prodotto negli Stati Uniti d'America dalla Thanhouser Film Corporation. Fu girato a New Rochelle, New York e all'interno della Cattedrale di San Patrizio (New York).

## Distribuzione
Il film fu distribuito dalla Mutual Film nelle sale cinematografiche statunitensi il 19 maggio 1914.